# 30704 Phegeus
30704 Phegeus è un asteroide troiano di Giove del campo troiano. Scoperto nel 1977, presenta un'orbita caratterizzata da un semiasse maggiore pari a 5,2293644 UA e da un'eccentricità di 0,0371403, inclinata di 14,91156° rispetto all'eclittica.
L'asteroide è dedicato a Fegeo, guerriero troiano.